# 伊豆急行
伊豆急行株式会社（いずきゅうこう、英: IZUKYU CORPORATION）は、伊豆急行線の経営を中心とする鉄道会社。伊豆急と略す。東急グループの企業であり、伊豆急不動産の傘下にあった関連会社と共に2012年4月1日より伊豆急ホールディングスの子会社となった。

## 沿革
- 1956年（昭和31年）2月1日：東京急行電鉄（当時、現在の東急）が伊東 - 下田間地方鉄道敷設免許を申請[4]。
- 1959年（昭和34年）
  - 2月9日：伊東 - 下田間地方鉄道敷設を免許される[4]。
  - 4月11日：伊東下田電気鉄道株式会社設立[4]。
- 1960年（昭和35年）2月：伊東 - 下田間工事着工[4]。
- 1961年（昭和36年）
  - 2月20日：伊豆急行株式会社に商号変更[4]。
  - 4月16日：東伊豆町稲取の東町トンネル建設現場で落盤事故。13人が生き埋めとなり11人が死亡[5]。
  - 6月1日：下田市の谷津第2トンネル建設現場でダイナマイトが暴発する事故。3人が死亡、1人が重体[5]
  - 12月10日：伊豆急行線 伊東 - 伊豆急下田間開業。日本国有鉄道（国鉄）伊東線との相互乗り入れ開始[4]。
- 1962年（昭和37年）7月7日：今井浜海水浴場駅を夏季臨時駅として開設。
- 1964年（昭和39年）
  - 10月1日：伊豆北川駅開設[4]。
  - 11月1日：急行「伊豆」運転開始[4]。
- 1969年（昭和44年）
  - 3月1日：今井浜海水浴場駅を今井浜海岸駅と改称し通年営業の駅とする[4]。
  - 4月25日：特急「あまぎ」を157系で運転開始[4]。
  - 7月1日：ATS使用開始[4]。
- 1970年（昭和45年）3月17日：伊豆急行線内で初のお召列車運行（伊豆急下田 - 原宿間）[4]。天皇、皇后による新御用邸（後の須崎御用邸）建設地視察に伴うもの[6]。
- 1972年（昭和47年）
  - 3月15日：城ヶ崎海岸駅新設[4]。
  - 11月1日：東京証券取引所第二部[注釈 1]上場[4]。
- 1976年（昭和51年）3月1日：特急「あまぎ」を157系から183系に変更して運転開始[4]。
- 1978年（昭和53年）1月14日：伊豆大島近海の地震により伊豆稲取 - 河津間が同年6月14日まで不通になる[4]。
- 1980年（昭和55年）10月1日：貨物営業廃止。
- 1981年（昭和56年）10月1日：L特急「踊り子」を183系と185系で運転開始[4]。
- 1982年（昭和57年）10月1日：自動列車集中制御装置 (PTC) 使用開始[4]。
- 1985年（昭和60年）7月20日：「リゾート21」運転開始[4]。
- 1986年（昭和61年）7月13日：「リゾート21」がブルーリボン賞を受賞[4]。
- 1987年（昭和62年）3月28日：「ロイヤルボックス」運転開始[4][7]。
- 1988年（昭和63年）
  - 3月13日：ダイヤ改正により東海道本線直通の普通列車が廃止となり、東京発着列車は特急のみとなる。
  - 4月20日：「リゾート21」私鉄電車として初めて東京駅に乗り入れ[4]。
  - 4月29日：快速「リゾートライナー21」運転開始[4]。
  - 7月23日：快速「リゾートライナー21」格上げにより特急「リゾート踊り子」運転開始[4]。
- 1990年（平成2年）
  - 2月10日：スターダストルーフの「ロイヤルボックス」を連結した「リゾート21EX」運転開始[4]。
  - 4月28日：特急「スーパービュー踊り子」を251系で運転開始[4]。
- 1991年（平成3年）
  - 9月10日：集中豪雨により河津 - 伊豆急下田間が運転を見合わせ[8][9]。
  - 11月23日：河津 - 伊豆急下田間が運転を再開[8][9]。
- 1993年（平成5年）
  - 7月3日：「アルファリゾート21」運転開始[4]。
  - 12月27日：女性運転士が2人誕生[4][10]。
- 1996年（平成8年）2月1日：特急列車が蓮台寺駅停車。東海バスがこの日開設した西伊豆堂ヶ島方面への連絡バス（12月1日に西伊豆エクスプレスラインと命名）に接続。同時に同駅での指定席券の販売を開始[4]。
- 2000年（平成12年）
  - 7月1日：200系運転開始[4][11]。
  - 12月11日：総合列車運行管理装置(TTC)全線使用開始[4]。
- 2001年（平成13年）
  - 11月：200系F5、F6編成が沿線にある河津バガテル公園のPRのためトランバガテルのラッピングをして運行開始。
  - 12月9日：開業40周年記念事業の一環として、急行「伊豆」を東京 - 伊豆急下田間に復活運行する。
- 2002年（平成14年）
  - 4月27日：この日限りで100系営業運転終了。200系への置き換え完了[4]。
  - 11月30日：東日本旅客鉄道（JR東日本）からの113系の乗り入れ廃止により、普通列車が伊豆急行の車両で統一される。
- 2003年（平成15年）7月1日：普通列車を全車禁煙化[12]。
- 2004年（平成16年）
- 9月27日：東京証券取引所市場第二部上場廃止[4]。
- 10月1日：株式交換による東京急行電鉄の完全子会社化[4]。
- 2005年（平成17年）4月1日：8000系営業運転開始。不動産部門や関連会社を伊豆急不動産株式会社に分離、鉄道専業会社となる[4]。
- 2006年（平成18年）7月1日：登記上の本店所在地を東京都渋谷区道玄坂一丁目21-6から現在の静岡県伊東市八幡野1151（伊豆高原駅に併設）に移転する[4]。
- 2007年（平成19年）
  - 3月18日：従来の普通列車に加え、特急列車（踊り子・スーパービュー踊り子・リゾート踊り子）も全車禁煙化[13]。
  - 4月1日：「スーパービュー踊り子」が蓮台寺駅通過となる。
- 2008年（平成20年）
  - 7月1日：8000系3両編成化完了に伴い、200系定期運用離脱。
  - 12月14日：200系営業運転終了。8000系への置き換え完了。
- 2009年（平成21年）
  - 3月14日：すべての特急列車が蓮台寺駅通過となる。同時に同駅での指定席券などの発売を終了。
  - 10月1日：駅構内にある喫煙コーナーを撤去し、全駅で全面禁煙化[14][15]。
- 2010年（平成22年）3月13日：伊豆急行線全線にSuica導入[4]。同時にPASMOなどSuicaと相互利用可能なカードも利用可能になる。
- 2011年（平成23年）
  - 8月18日：開業50周年記念事業の一環として、車体カラーを変更することになったリゾート21（3次車）がリゾート21オリジナルカラーでの運行を終了[4][16]。
  - 10月22日：車体カラーをハワイアンブルー（100系カラー）に変更したリゾート21（3次車）の運行が再開、同車に「リゾートドルフィン号」という愛称が付けられた[17]。
  - 11月5日：開業50周年記念の一環として、100系クモハ103の復活運転を開始[4]。
  - 12月10日：駅係員・乗務員・技術係員の制服が変更[18]。
- 2012年（平成24年）
  - 2月1日：伊豆地域の観光素材PRや駅で旅客との交流を行う「オモシロ駅長」を募集。4月から各駅で順次活動開始[19]。
  - 4月1日：株式移転で伊豆急ホールディングス株式会社設立。伊豆急不動産の会社分割で不動産業等の事業を伊豆急コミュニティーに事業承継。伊豆急不動産傘下の子会社と関連会社株式を伊豆急ホールディングスに譲渡。
  - 6月6日：アルファリゾート21を使用した普通列車での車内アナウンスを静岡県下田市が舞台のアニメ『夏色キセキ』のキャラクターが行うサービスを期間限定で開始（通勤通学の時間帯を除く、伊東線内は対象外）[20]。
  - 7月30日：アルファリゾート21が「夏色キセキ」のラッピング（ステッカー）を施して運行開始。10月31日まで実施[21]。
  - 12月1日：臨時列車として特急「マリンエクスプレス踊り子」をE259系で運転開始[4]。
- 2016年（平成28年）
  - 2月10日：アルファリゾート21の車体カラーをリゾート21の運転開始30周年を記念して、2011年まで運行されたオリジナルカラーである前面で海側の赤帯と山側の青帯が斜めに入る塗装をモチーフとしつつ、白を基調として現代的にアレンジされた塗装へと変更して運行開始。同年9月まで実施[22]。
  - 7月16日：小田原駅 - 伊豆急下田駅間で臨時快速列車「伊豆クレイル」を651系1000番台で運転開始[4][23]。
  - 8月21日：開業55周年記念の一環として、車体塗色を変更することになったリゾート21（3次車）「リゾートドルフィン号」および、「アルファリゾート21」としての運行を終了することになった5次車の運用終了記念イベント「リゾート21・フェスタ」を開催[24]。
  - 10月7日：2017年夏より、横浜駅 - 伊豆急下田駅間で旧・アルファリゾート21を改造した観光列車を運行開始すると発表[25]。
  - 11月17日：前述の観光列車の名称を「THE ROYAL EXPRESS」とし、2017年7月より運行を開始すると発表[26]。
- 2017年（平成29年）
  - 2月4日：伊豆を代表する特産品である金目鯛をPRする地域プロモーション電車として、リゾート21（3次車）の車体カラーを赤を主体とした鉄道車両では珍しいシルバーグレーのグラデーションを施した塗装へと変更して運行を再開、同車に「Izukyu KINME Train」という愛称が付けられた[4][27][28][29]。
  - 7月21日：横浜駅 - 伊豆急下田駅間で観光列車「THE ROYAL EXPRESS」運行開始[4][26][30][31]。
- 2020年（令和2年）
  - 3月13日：特急「スーパービュー踊り子」の運転終了。
  - 3月14日：特急「サフィール踊り子」をE261系で運転開始。特急「踊り子」の一部でE257系2000番台が運転開始。
- 2021年（令和3年）
  - 3月12日：特急「踊り子」の185系が運転終了。これにより国鉄型車両による伊豆急行線乗り入れは終了。
  - 3月13日：特急「踊り子」が全列車E257系2000番台に統一。
  - 10月25日：この日をもって、伊豆急行におけるJR東日本発行のSuicaカード（無記名式）の発売を終了[32]。
- 2022年 (令和4年)
  - 4月30日：3000系が運転開始[33]。

## 路線
- 伊豆急行線 : 伊東 - 伊豆急下田 45.7km

## 運賃
大人普通旅客運賃（小児半額・ICカード利用の場合は1円未満切り捨て、切符購入の場合は10円未満切り上げ） - 2023年3月18日改定。特急料金・グリーン料金も2023年3月18日改定。
| 距離 (km)   | 運賃（円） | 運賃（円） |
| 距離 (km)   | ICカード   | 切符購入   |
| ----------- | ---------- | ---------- |
| - 4.0       | 168        | 170        |
| 4.1 - 5.0   | 220        | 220        |
| 5.1 - 6.0   | 251        | 250        |
| 6.1 - 8.0   | 335        | 340        |
| 8.1 - 10.0  | 419        | 420        |
| 10.1 - 12.0 | 503        | 500        |
| 12.1 - 14.0 | 587        | 590        |
| 14.1 - 16.0 | 682        | 680        |
| 16.1 - 18.0 | 775        | 780        |
| 18.1 - 20.0 | 870        | 870        |

| 距離 (km)   | 運賃（円） | 運賃（円） |
| 距離 (km)   | ICカード   | 切符購入   |
| ----------- | ---------- | ---------- |
| 20.1 - 22.0 | 964        | 960        |
| 22.1 - 25.0 | 1058       | 1060       |
| 25.1 - 28.0 | 1152       | 1150       |
| 28.1 - 31.0 | 1247       | 1250       |
| 31.1 - 34.0 | 1342       | 1340       |
| 34.1 - 37.0 | 1435       | 1440       |
| 37.1 - 40.0 | 1519       | 1520       |
| 40.1 - 43.0 | 1603       | 1600       |
| 43.1 -      | 1687       | 1690       |

- 特急料金
  - 踊り子号 600円（グリーン車を利用する場合は500円）
- グリーン料金
  - 踊り子号 600円
  - サフィール踊り子号 900円
  - サフィール踊り子号（プレミアムグリーン車） 1800円
  - サフィール踊り子号（個室） 4人用3600円、6人用5400円（但し伊豆急行線内のみでの利用は不可）

中長距離では同じ静岡県内の大井川鐵道に次ぐ割高な運賃設定となっている。2010年3月13日にSuicaが導入された。伊豆急行では、自社での発行は行わないが、2021年10月25日まではJR東日本発行のSuicaカード（無記名式）の発売を行っていた。伊豆急行線内の駅ではMy Suica（記名式）・Suica定期券の発売を行っておらず、Suicaの払戻などの手続もJR東日本の窓口がある伊東駅を除くとできないといった制約がある。伊豆急行が管理する駅のうちチャージ機が設置されている駅は南伊東・川奈・伊豆高原・伊豆熱川・伊豆稲取・河津・伊豆急下田の各駅である。なお、富戸・城ヶ崎海岸の各駅については無人化の前にチャージ機が撤去されている。
特急停車駅や伊豆急トラベルにはJRマルス端末が導入されているが、JR時刻表の委託販売所のリストには掲載がない。あくまでもJR直通列車の乗車券類を発売するものであり、発売会社の表記は記号ではなく「伊豆急行」を使用している。
マルス端末で自社線内用の特急券も購入できるが、座席情報が入ったJR地の横長の券に伊豆急行の紋様が入った券（券売機で購入する特急券と同様）をホッチキス止めしたものを渡される。

### 割引乗車券
- 13枚回数券 - 10枚分の価格で13枚つづり。有効期間3か月。
- 沿線こどもきっぷ - 沿線に住む小学生が対象。1乗車100円。「小学生パスポート」の作成が必要。
- 中学生きっぷ・寿きっぷ - 沿線に住む中学生または70歳以上の人が対象。50%割引。生徒手帳の提示または「伊豆急シニアパスポート」の作成が必要。

そのほかに、沿線にある観光地の入場券などとセットにした割引切符が多数販売されている。また、JR東日本が発売する週末パスのフリーエリアでもある。
なお、伊東駅ではJR東日本のみどりの窓口で販売している。

## 車両
伊豆急行保有車両・借用車両について記述。国鉄・JRからの乗り入れ車両については「伊豆急行線#乗り入れ車両」を参照。

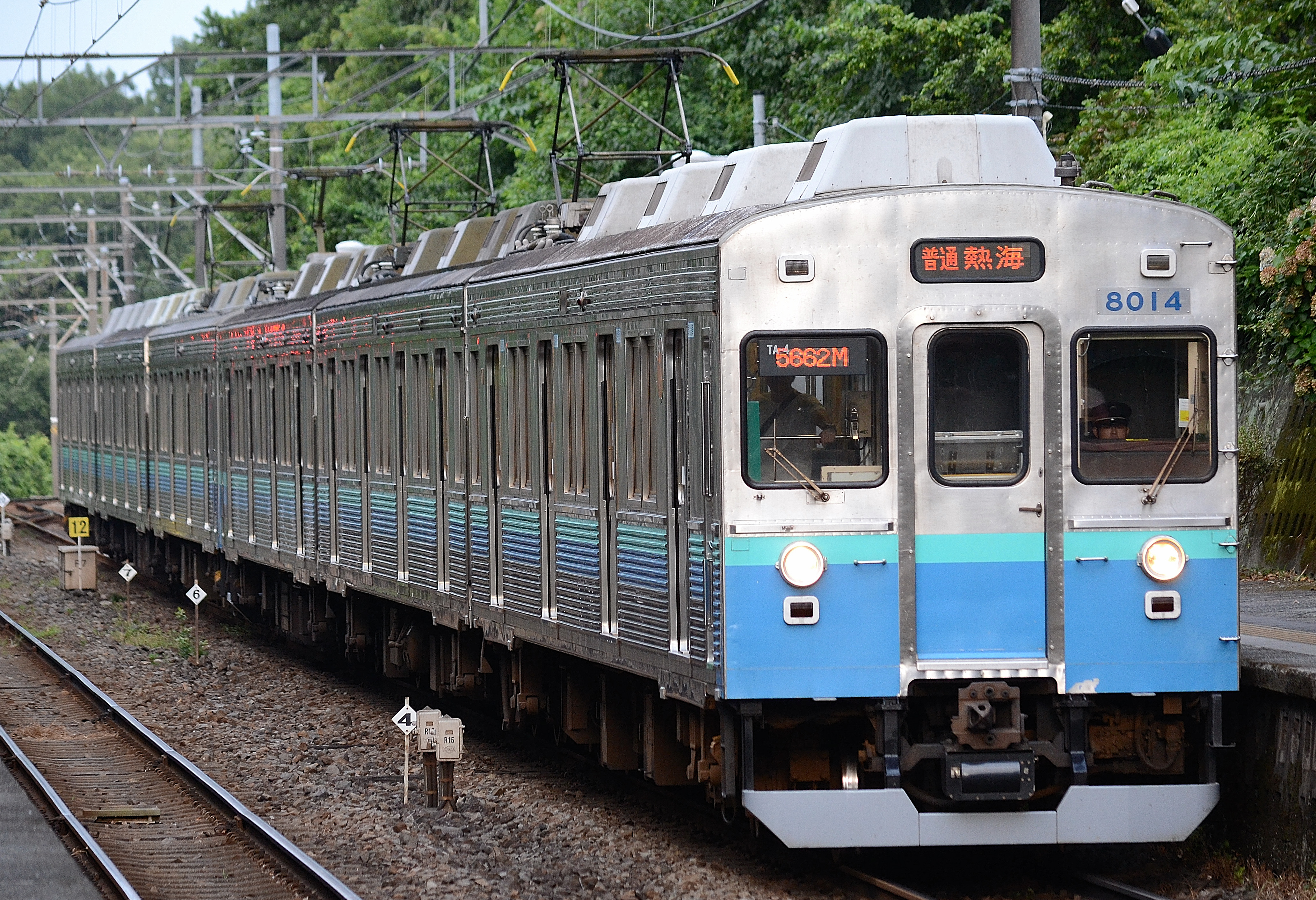
8000系
元東京急行電鉄の8000系で、2005年に伊豆急行で営業運転を開始した。
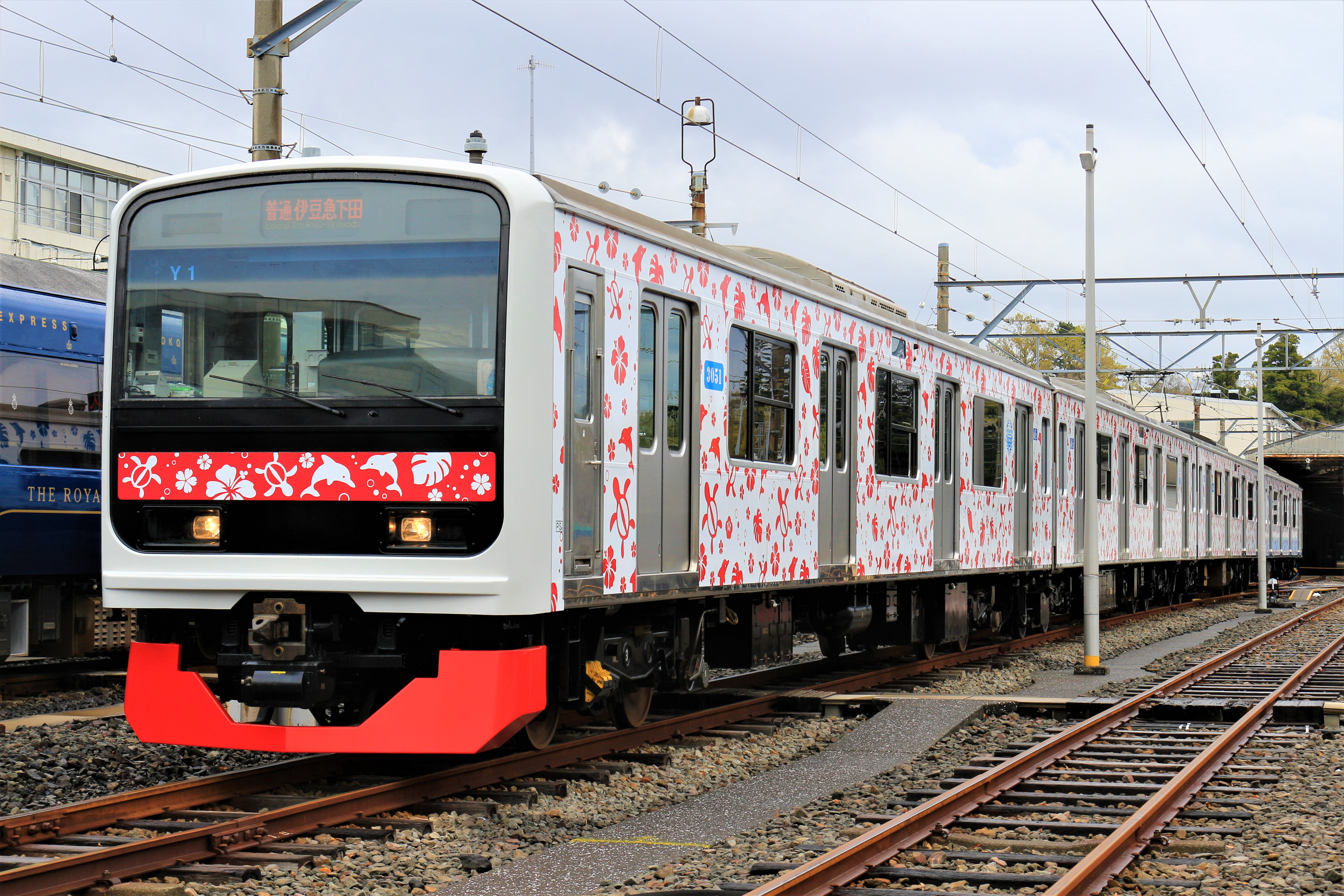
3000系
元JR東日本の209系の改造車[38][39]。「アロハ電車」の愛称で2022年4月30日より運行開始した[40][41][42]。
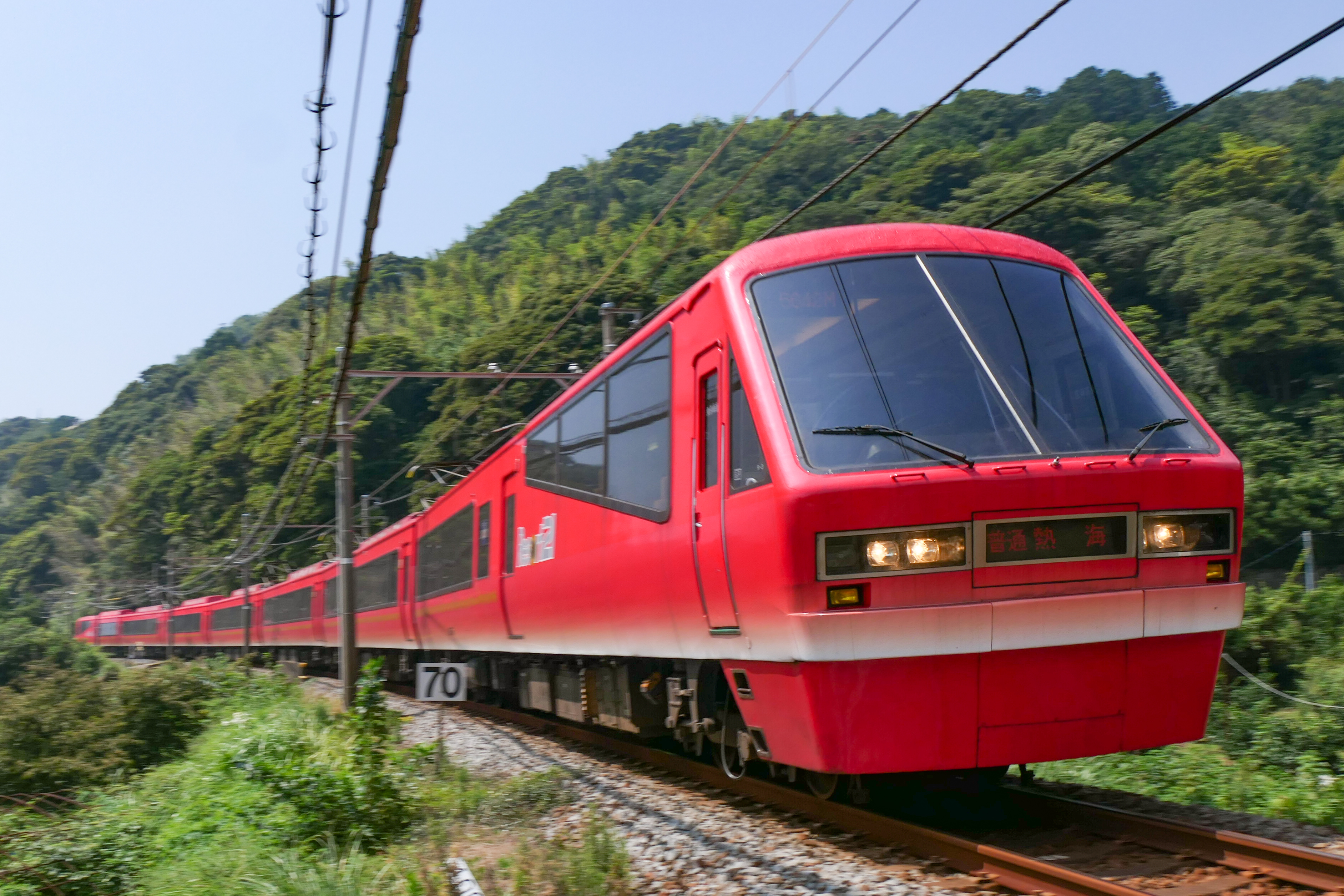
2100系
「リゾート21」の愛称を持つ自社発注車で、1985年から1993年にかけて5編成が登場。2017年以降は「キンメ電車（Izukyu KINME Train）」・「黒船電車」・「THE ROYAL EXPRESS」の3編成が運用されている。

- 8000系
- 3000系
- リゾート21「キンメ電車」

### 過去の車両
- 100系：1961年の開業時から使用。2002年に一旦定期運用を終え、クモハ103号のみが残され事業用車両となっていた。その後開業50周年事業の一環として、2011年11月5日より復活運転を開始。以後、旅行会社等による貸切運転やイベントでの展示、運行を行っていた。2019年7月7日に運用終了[43][44]。
- 1000系：100系の車体更新車。
- 200系：元JR東日本の113系・115系の改造車。
- ED2511：1963年に国鉄から払い下げられた電気機関車。1994年に伊豆急行で廃車となった後は東京急行電鉄長津田工場で入換用として2008年まで使用。

### 東京急行電鉄からの借用車両
- 東急3600系：1961年から1965年まで車両不足を補うため東京急行電鉄からの応援車両として使用。
- 東急7000系（初代）：1964年から1966年までの夏季期間に東京急行電鉄からの応援車両として使用。
- 東急7200系：1967年から1968年までの夏季期間に東京急行電鉄からの応援車両として使用。

## コラボ企画
- 夏色キセキ
  - 地元、静岡県下田市を舞台としたテレビアニメ。2012年6月に登場キャラクターの逢沢夏海が伊豆急下田駅のオモシロ駅長に就任し、登場キャラクター4人による2100系「アルファ・リゾート21」での車内アナウンスが行われ[20][21]、同年7月には駅長就任記念乗車券の発売や、7月から10月までキャラクターのラッピング（ステッカー）を施した「アルファ・リゾート21」の運行が行われた[21]。
- あまんちゅ!
  - 2016年8月10日よりコラボ記念乗車券を発売。同年12月25日まで販売（ただし無くなり次第終了）。同年8月7日には特別イベントで先行発売があった[45]。同年10月1日より、伊豆高原駅・やまもプラザにて、利用につき当作品のクリアファイルをプレゼントしている[46]。
- ステーションメモリーズ!
  - 2100系5次車「アルファ・リゾート21」をモチーフにした蓮台寺ミオが2015年10月に、3次車「キンメトレイン」をモチーフにした蓮台寺ナギサが2018年10月に、4次車「黒船電車」をモチーフにした蓮台寺ミナトが2019年12月に登場。
  - 2018年8月10日から2019年1月31日の間、伊豆急沿線全ての駅を対象としたスタンプラリーイベントが行われ、伊豆急下田駅にミオ・ナギサの記念スタンプや等身大アクリルフィギュアが設置されたほか、数量限定で限定品のプレゼント、また各駅にチェックインすることでゲーム内専用のアイテムの配布などが行われた[47]。2018年10月1日以降には、伊豆急下田駅で認定記念乗車券やアクリルキーホルダーが販売された。
  - 2019年7月20日から2020年2月4日まで、スタンプラリーイベントが行われ、アイテムの配布や限定品の販売などが行われた[48][49]。2019年7月20日から9月30日、10月1日から11月30日、12月1日から翌年2月4日の3つの会期にわけ、それぞれ異なったアイテムなどが配布された[50][51]。2019年7月20日、2020年2月4日には、蓮台寺駅にて、ミオとナギサの誕生日[注釈 4]に合わせ、バースデイカードの配布が行われた。